# Tit Genuci Augurí
Tit Genuci Augurí (en llatí Titus Genucius Augurinus) va ser un magistrat romà. Formava part de la família dels Augurí, una branca patrícia de la gens Genúcia.
Va ser elegit cònsol l'any 451 aC i va renunciar al càrrec per passar a ser membre del primer decemvirat. No el van incloure en el segon. En la disputa del 445 aC sobre l'admissió de plebeus al consolat, Augurí va recomanar als patricis que fessin algunes concessions.